# 恋人願書
『恋人願書』（こいびとがんしょ）は、1976年8月25日に発売された松本ちえこの4枚目のシングル。

## 概要
- 前作「恋人試験」が27、7万枚の大ヒットとなったのをきっかけに、それに続く「恋人シリーズ」として作られたが、結果としてオリコンチャート最高10位、売り上げ枚数は16万枚と、前作以上のヒットにはならなかった[1]。

- 当時はこの売上枚数でも大ヒットとはならなかった時代でもあり、資生堂「バスボンシャンプー」のCMソングとして使用されていたが[2]、世間には前作「恋人試験」の方が圧倒的に印象に残るという結果になった[2]。
- レコード生産発行登録番号はC-17[3]。

## 収録曲
- 全曲作詞：伊藤アキラ／作曲・編曲：あかのたちお

1. 恋人願書
2. 十七才の証明書